# Мустек (станция метро)
Мустек (чеш. Můstek — «мостик») — станция пражского метрополитена на пересечении линий A и B. Получила своё название по близлежащей улице На мустку (Na můstku), проходящей по бывшему средневековому мостику через ров вокруг Старого города. Остатки этого моста можно видеть в подземном вестибюле станции.
Станция выходит на Вацлавскую площадь. Фактически, это две станции, расположенные в разных местах площади и соединённые переходами.
Станция Мустек линии A была открыта 12 августа 1978 года.
Станция Мустек линии B была открыта 2 ноября 1985 года.

## Интересные места рядом со станцией
Обе станции имеют выходы на Вацлавскую площадь.

### Наводнение 2002 года
Во время наводнения 2002 года оба зала станции были затоплены. Зал линии "В" сильно пострадал - с путевых стен почти полностью смыло облицовку, зал линии "А" пострадал сильнее - облицовка почти полностью была смыта и с путевых стен, и с потолка. Работа обоих залов была восстановлена в 1 квартале 2003 года.

## Фотографии станций и вестибюлей
- Посадочная платформа
- Опоры средневекового моста
- Опоры средневекового моста
- Эскалаторы
- Подземный вестибюль станции
- Вход на станцию на Юнгмановой площади
- Зал станции линии A
- Зал линии B